# アッコちゃんの時代
『アッコちゃんの時代』は、2005年８月に新潮社 から出版された林真理子の小説である。林が好むバブル時代がメインテーマになっており、『不機嫌な果実』、『ロストワールド』に続くバブル三部作とも言われている。また、脚色はされているが、事実を基にストーリーを膨らませて書かれている。

## あらすじ
1980年代、北原厚子は六本木に集まる金持ちに言い寄られる女子大生だった。世の中はバブル景気が始まり、東京では不動産の高騰、株価の上昇などで様々な成金が金に糸目をつけず遊び、後先を考えない厚子は彼らに寵愛され「アッコちゃん」「アッコ」と呼ばれる夜の有名人となる。
ある日、短大（専攻科）の先輩の母親で銀座のママの邦子とそれを愛人にする「地上げの帝王」と呼ばれる早川と知り合う。早川は次第に強引に熱心に厚子を口説き、その真剣さが面白くなった厚子は彼を受け入れる。「銀座のママから地上げの帝王を奪った女子大生」として週刊誌に載り、妾2号として一躍有名になって学校を辞めてしまう。だが次第に早川は凋落していき、厚子は再び六本木で遊ぶようになる。
お次の相手は飯倉の伝説的なレストラン・「キャンティ」の御曹司で音楽プロデューサーの五十嵐。豪華な貢ぎ物に目がくらみ1年間だけと言い切りつきあいだすが、五十嵐の正妻で人気女優の片倉ミキにばれてしまう。それでも2人はパリ・ミラノへ旅行する。そこで厚子は高級ホテルに泊まり、リムジンに乗り、自家用ジェットに乗り、ブランドの服を買ってもらい、ヨーロッパにあふれる日本人を見るなど、バブルならではの贅沢を満喫する。
交際から1年が過ぎ、厚子は五十嵐と別れて、学生時代からのボーイフレンドでエリートの高志とよりを戻そうとするが、五十嵐の強引さに負けて高志と引き離され、五十嵐の子供を身ごもってしまう。妊娠してからは公然と五十嵐と高級マンションに住むようになり、再びバブルの真骨頂で妾生活を満喫する。再び週刊誌やワイドショーで「あのアッコちゃんが女優片倉ミキの夫の子を妊娠」と騒がれ、片倉ミキは五十嵐と離婚する。
とうとう五十嵐を略奪結婚し、長男・俊太を出産した厚子だが、次第に五十嵐は新しい愛人との仲を深め、厚子は別居して実家に住む。やがてバブル崩壊し、早川は死に、友人の奈美は前から付き合っていたミュージシャンと結婚するが、若者のカリスマと呼ばれて人気ミュージシャンとなった彼は死亡する。五十嵐とは離婚せずにいたが、厚子は再び六本木で遊ぶようになり、IT長者の堀内の愛人になる。

## 登場人物のモデル
- 五十嵐厚子（旧姓北原） - 川添明子[1]（旧姓小出）。大学の先輩が銀座のクラブママ・安達洋子の娘だったことから早坂太吉と知り合う。
- 奈美  アッコの親友で売れない歌手と付き合う女子大生 - 尾崎繁美（尾崎豊の妻）
- 地上げの帝王・早川 - 最上恒産社長、早坂太吉
- 銀座のクラブのママ・井上邦子 - 銀座のクラブ「モンシャトー」のママ、安達洋子。早坂の元愛人。著書に『冬の花火』。
- 五十嵐英雄（飯倉キャンティ御曹司） - 川添象郎。後に明子と結婚[1]。
- 片倉ミキ（女優で五十嵐の妻。本名・五十嵐房子） - 風吹ジュン

## 実在のままの名で出てくる登場人物
- 松任谷由実（ユーミン） - 厚子がユーミンの大ファンなので五十嵐がキャンティで引き合わせた。
- 荻野目慶子 - キャンティでたまに会う程度だった友人として。
- 小林麻美 - 時代のミューズと呼ばれた伝説のモデル。
- 三浦和義 - 青山や六本木で遊んでいる人なら必ずどこかで三浦と結びつき、三浦と少しでも関係があったことを自慢するという。
- 堀江貴文（ホリエモン） - 平成に入ってから一躍「IT長者」として有名になった実業家。主人公たちの会話で、登場する。
- 三木谷浩史（ミキタニ） - ホリエモンと同時期に、IT長者として有名になった人物。